# Shimanto
Shimanto (em japonês 四万十市 Shimanto-shi) é uma cidade localizada na região sudoeste da Prefeitura de Kōchi, que se situa na ilha de Shikoku, Japão. Sua área total é de 632 km². De acordo com o censo japonês, a cidade tinha uma população estimada em 33.385 habitantes no ano de 2018.
A moderna cidade de Shimanto foi fundada em 10 de abril de 2005, a partir da fusão da cidade de Nakamura e da vila de Nishitosa (do distrito de Hata). A cidade é banhada pelo rio Shimanto.

## Demografia
De acordo com os dados do censo japonês, estes são os números estimados da população, nos anos de 1995 até 2018, conforme dados obtidos através do Departamento de Estatísticas do Japão (Statistics Bureau Japan) (1995 - 2015) e também da prefeitura de Kōchi (via uub.jp).
| 1995   | 2000   | 2005   | 2010   | 2015   | 2018   |
| ------ | ------ | ------ | ------ | ------ | ------ |
| 38,991 | 38,784 | 37,917 | 35,933 | 34,313 | 33,385 |

Outro dado destacado pelo censo, é o envelhecimento da população. De acordo com os dados do censo de 2015, a faixa de idade com maior número de pessoas é a de 60 e 69 anos, com 5,941 pessoas.
| Distribuição de idade (2015) | Distribuição de idade (2015) |
| ---------------------------- | ---------------------------- |
| 0-9 anos                     | 2,554                        |
| 10-19 anos                   | 2,895                        |
| 20-29 anos                   | 2,060                        |
| 30-39 anos                   | 3,753                        |
| 40-49 anos                   | 4,161                        |
| 50-59 anos                   | 4,297                        |
| 60-69 anos                   | 5,941                        |
| 70-79 anos                   | 4,181                        |
| 80+ anos                     | 4,317                        |

## Clima
O clima na região é quente e temperado, com nível de chuva significativo ao longo do ano, mesmo nos meses mais secos. Janeiro é considerado o mês com menor quantidade de chuvas, apresentando uma média de 70 mm. Já o mês de junho é considerado o mais chuvoso, chegando a registrar uma média de 312 mm. A pluviosidade média anual gira em torno de 2154 mm.
A temperatura média anual é de 17.2°C. Agosto é considerado o mês mais quente, com uma temperatura média de 27.4  °C, e janeiro é o mês mais frio, alcançando uma média de 7.4 °C. De acordo com a classificação climática Köppen e Geiger, o clima naquela localidade é classificada como CFA (clima subtropical úmido).

## História
Em 1468, Norifusa Ichijo um nobre de Quioto, fugiu de sua cidade, com a sua família, para Nakamura (que atualmente faz parte de Shimanto), no intuito de escapar do caos da Guerra de Onin, que devastou a cidade de Quioto. Em Nakamura, o clã Ichijo construiu o Castelo de Nakamura.
Nakamura manteve-se como uma pequena cidade dentro do castelo até 1689. Nesse ano, o chefe do feudo de Nakamura foi punido pelo crime de recusar um cargo no Conselho Júnior do clã Tokugawa. O castelo foi destruído, as finanças do feudo foram confiscadas, os retentores foram retirados de suas rendas e as habitações dos samurais foram destruídas, forçando-os a se dispersarem e se tornarem agricultores ou comerciantes. A área de Nakamura perdeu grande riqueza e independência, tornando-se uma pequena região rural.
A cidade de Shimanto foi quase totalmente destruída pelo terremoto de Nankai, em 1946. A cidade foi reconstruída, mas poucos edifícios históricos resistiram.
Em 2005 a cidade de Nakamura e a vila de Nishitosa se fundiram, formando a atual cidade de Shimanto.